# 顧廷對
顧廷對（？—？），字子俞，號直斋，直隸揚州府泰州人，民籍，明朝政治人物、進士出身。

## 生平
嘉靖三十七年（1558年）戊午科應天府鄉試第六名，后參加會試第九十一名。嘉靖三十八年（1559年），登第三甲第一百七十四名進士。授浙江平湖知縣，四十三年七月选授福建道試監察御史，本年巡视直隶印馬屯田，隆庆初巡按直隶，二年（1568年）巡按江西，四年十月考察以才力不及降调。谪涪州判官，遷嘉善知縣，皆未任。

## 家族
曾祖父顧行，曾任府經歷；祖父顧𤣲，曾任縣丞；父親顧雲鳳，曾任知縣。母徐氏。重庆下。子顧夢騏，字德卿，聘知府王陳策女。后王女喑哑，骐不欲悔盟，遂完娶如礼，白首相庄。各院给匾优奖。骐由广文至江西定南县令。